# Devil Without a Cause
| 전문가 평가                       | 전문가 평가 |
| 평가 점수                         | 평가 점수   |
| 출처                              | 점수        |
| --------------------------------- | ----------- |
| AllMusic                          | [ 2 ]       |
| Drowned in Sound                  | 8/10        |
| The Encyclopedia of Popular Music | [ 4 ]       |
| Pitchfork                         | 1.3/10      |
| Rock Hard                         | 8/10        |
| The Rolling Stone Album Guide     | [ 7 ]       |
| The Village Voice                 | A−          |
| Wall of Sound                     | 84/100      |

《Devil Without a Cause》는 미국의 싱어송라이터 키드 록의 네 번째 스튜디오 음반이다. 1998년 8월 18일에 발매된 이 음반에서 키드 록은 자신의 사운드를 계속 발전시키며 '레드넥 포주'로서의 무대 페르소나를 완성했다. 또한 〈Cowboy〉라는 노래는 퓨전 장르 컨트리 랩의 발전에 중요한 역할을 한 것으로 알려져 있다.
《Devil Without a Cause》는 상업적으로 큰 성공을 거두었다. 싱글 〈Bawitdaba〉의 인기에 힘입어 이 음반은 1,400만 장 이상 판매되었으며 다이아몬드 인증을 받았다. 이 음반은 장르를 혼합한 사운드로도 비평가들의 찬사를 받았다.

## 녹음
1997년, 라바 레코드의 수장인 제이슨 플롬은 키드 록의 공연 중 한 곳에 참석했고, 키드 록은 나중에 〈Somebody's Gotta Feel This〉와 〈I Got One for Ya〉라는 곡이 담긴 데모를 선보였고, 이를 계기로 키드 록은 애틀랜틱 레코드와 계약을 맺었다. 음반 계약의 일환으로 키드 록은 레이블로부터 15만 달러를 받았다. 이때 키드 록은 자신의 포주 레드넥 무대 페르소나와 랩 록 음악 스타일을 완전히 발전시켰고 "레드넥, 똥싸는 로큰롤 랩" 음반을 만들고 싶었다.
이 음반은 디트로이트의 화이트 룸에서 녹음되었고 로스앤젤레스의 믹스 룸에서 믹싱되었다. 키드 록은 두 달 동안 스튜디오에서 "뜨거운 욕조, 소녀들, 그리고 불법 물질"로 활동했다. 새로 작곡한 곡 외에도 밴드는 음반 《The Polyfuze Method》의 〈I Am the Bullod〉와 《Early Mornin' Stoned Pimp》의 〈Black Chick, White Guy〉를 포함하여 키드 록의 오래된 노래 중 일부를 재녹음했다.
녹음 세션에서 에미넴은 같은 스튜디오에서 《The Slim Shady LP》를 믹싱하던 중 키드 록과 친구가 되어 〈Just Don't Give a Fuck〉이라는 곡의 스크래치 녹음을 요청했다. 그 대가로 에미넴은 키드의 노래 〈Fuck Off〉의 게스트 랩 구절을 전달했다. 1999년 《스핀》과의 인터뷰에서 에미넴은 인터뷰어에게 키드와 함께 자신의 구절을 쓰고 녹음하는 동안 처음이자 마지막으로 코카인을 사용했다고 말했다. 에미넴에 따르면 키드는 "스튜디오 믹싱 보드 근처에 다양한 약물이 담긴 풀 파티 모드가 펼쳐졌습니다. 《플레이보이》 플레이메이트들이 코에 콜라를 바르고 알몸으로 기절해 있었어요. 압도적이었어요. 다시는 그런 일에 손대지 않았어요."라고 한다.

## 곡 목록
| #   | 제목                                                  | 작사·작곡                                                                   | 재생 시간 |
| --- | ----------------------------------------------------- | --------------------------------------------------------------------------- | --------- |
| 1.  | 〈Bawitdaba〉                                         | 키드 록, 엉클 크래커, 제이슨 크라우스, 비지 비 스타스키, 실비아 로빈슨      | 3:28      |
| 2.  | 〈Cowboy〉                                            | 키드 록, 엉클 크래커, 존 트래비스, 제임스 트롬블리                          | 4:17      |
| 3.  | 〈Devil Without a Cause (Feat. 조 C.)〉               | 케니 올슨, 키드 록, 엉클 크래커, 투 숏, 래리 스미스, 잘릴 허친스            | 5:32      |
| 4.  | 〈I Am the Bullgod〉                                  | 키드 록                                                                     | 4:50      |
| 5.  | 〈Roving Gangster (Rollin')〉                         | 키드 록, 엉클 크래커, 프린스 마키 디, 대런 로빈슨, 앤디 네라, 데이먼 윔블리 | 4:24      |
| 6.  | 〈Wasting Time〉                                      | 키드 록, 엉클 크래커, 린지 버킹엄                                           | 4:02      |
| 7.  | 〈Welcome 2 the Party (Ode 2 the Old School)〉        | 키드 록, 엉클 크래커, 라몬트 도지어, 에디 홀랜드, 브라이언 홀랜드           | 5:14      |
| 8.  | 〈I Got One for Ya' (Feat. 로버트 브래들리)〉         | 올슨, 키드 록, 엉클 크래커, 트래비스, 스왐프 독                             | 3:43      |
| 9.  | 〈Somebody's Gotta Feel This〉                        | 키드 록, 엉클 크래커, 올슨, 트래비스                                        | 3:09      |
| 10. | 〈Fist of Rage〉                                      | 키드 록, 엉클 크래커, 트래비스                                              | 3:23      |
| 11. | 〈Only God Knows Why〉                                | 키드 록, 엉클 크래커, 트래비스                                              | 5:27      |
| 12. | 〈Fuck Off (Feat. 에미넴)〉                           | 키드 록, 엉클 크래커, 에미넴, 크라우스                                      | 6:13      |
| 13. | 〈Where U at Rock〉                                   | 키드 록                                                                     | 4:24      |
| 14. | 〈Black Chick, White Guy - I Am the Bullgod (Remix)〉 | 키드 록                                                                     | 12:01     |

## 인증
| 국가                       | 인증         | 판매량/출하량 |
| -------------------------- | ------------ | ------------- |
| 캐나다 (뮤직 캐나다)       | 4× 플래티넘  | 400,000^      |
| 뉴질랜드 (RMNZ)            | 골드         | 7,500^        |
| 영국 (BPI)                 | 실버         | 60,000^       |
| 미국 (RIAA)                | 11× 플래티넘 | 11,000,000^   |
| ^출하량을 기반으로 한 인증 |              |               |

## 같이 보기
- 미국에서 가장 많이 팔린 음반 목록